# Bagarre au pôle nord
Bagarre au pôle nord (Polar Pals) est un cartoon, réalisé par Bob Clampett et sorti en 1939, qui met en scène Porky Pig.